# Adolf Lantz
Pour les articles homonymes, voir Lantz.
Adolf Lantz (né le 30 novembre 1882 à Vienne, mort le 19 août 1949 à Londres) est un directeur de théâtre, metteur en scène et scénariste autrichien.

## Biographie
Lantz travaille avant la Première Guerre mondiale en tant que directeur de théâtre. Les acteurs Friedrich Kayssler et Paul Otto se produisent au Deutsches Schauspielhaus de Berlin, qu'il dirige entre 1910 et 1914. Sa mise en scène de Egmont de Goethe est un grand succès. Plus tard, Adolf Lantz dirige également l'opéra Kroll et le Theater am Zoo de Berlin. Il est aussi à la tête du cabaret Die Rakete. Il met en avant Alfred Abel, Helene Fehdmer ou Reinhold Schünzel.
Au début de la Première Guerre mondiale, il commence à travailler pour le pionnier du cinéma muet Max Mack et écrit pour lui notamment une adaptation de Der Katzensteg de Hermann Sudermann. Dans les années 1920, Lantz est un scénariste prolifique qui maîtrise les sujets sereins et sérieux.
Après la prise du pouvoir par les nationaux-socialistes, Lantz se rend en Autriche, où il peut vendre son dernier scénario, Sonnenstrahl en 1933. Après l'Anschluss, il émigre à Paris, où il devient le monteur du film Carrefour, puis va en Grande-Bretagne. Il travaille principalement comme traducteur d'auteurs anglais (Philipp Gibbs, Victor Canning). D'octobre 1948 à avril 1949, il séjourne aux États-Unis pour rendre visite à son fils Robert Lantz (1914-2007), journaliste, producteur occasionnel, acteur et agent littéraire. Par la suite, Adolf Lantz retourne à Londres. Il meurt quatre mois plus tard.

## Filmographie

### En tant que scénariste
- 1915 : Das achte Gebot
- 1915 : Kehre zurück! Alles vergeben!
- 1915 : Der Katzensteg
- 1919 : Matrimonium Sacrum
- 1919 : Der Kampf um die Ehe
- 1919 : Freie Liebe
- 1921 : Die große und die kleine Welt
- 1921 : Ilona
- 1921 : Die Erbin von Tordis
- 1922 : Tabea, stehe auf!
- 1923 : Ein Glas Wasser
- 1923 : Tragödie der Liebe de Joe May
- 1924 : Frühlingserwachen
- 1924 : Auf gefährlichen Spuren
- 1924 : Der geheime Agent
- 1924 : Lumpen und Seide
- 1924 : Mensch gegen Mensch
- 1925 : Der Herr Generaldirektor
- 1925 : Elegantes Pack
- 1925 : La Petite téléphoniste
- 1925 : Die Moral der Gasse
- 1925 : Le Danseur de Madame
- 1926 : Zopf und Schwert
- 1926 : Der goldene Schmetterling
- 1926 : La Divorcée
- 1926 : Staatsanwalt Jordan
- 1926 : Der lachende Ehemann
- 1926 : La Carrière d'une midinette
- 1926 : Dagfin le skieur
- 1926 : Madame ne veut pas d'enfants
- 1926 : Ledige Töchter
- 1927 : Das Fürstenkind
- 1927 : Der Geisterzug
- 1927 : Der fröhliche Weinberg
- 1928 : Crise
- 1928 : Schmutziges Geld
- 1928 : Rutschbahn
- 1928 : Haus Nummer 17
- 1929 : Großstadtschmetterling
- 1929 : Jugendtragödie
- 1930 : L'Amour, maître des choses
- 1931 : Ihre Majestät die Liebe
- 1931 : Son Altesse l'amour
- 1931 : Die Faschingsfee
- 1931 : ...und das ist die Hauptsache!?
- 1931 : Elisabeth von Österreich
- 1932 : Raspoutine
- 1932 : Une nuit au paradis (Eine Nacht im Paradies)
- 1933 : Sonnenstrahl
- 1935 : Kochaj tylko mnie

### En tant que monteur
- 1938 : Carrefour